# میلو
میلو (فرانسوی: Milou؛ ‏تلفظ فرانسوی: [milu]) یک شخصیت خیالی در ماجراهای تن‌تن و میلو اثر کاریکاتوریست بلژیکی هرژه است. میلو یک فاکس تریر مو سیمی سفیدرنگ و سگ وفادار تن‌تن قهرمان داستان است. میلو نخستین بار در ۱۰ ژانویه ۱۹۲۹ در نخستین قسمت از تن‌تن در شوروی دیده می‌شود که تا مه ۱۹۳۰ در لو پتی ونتیم منتشر می‌شد.
قیافه و ظاهر میلو تا حدی از یک فاکس تریر در کافه‌ای که هرژه بدان رفت و آمد داشت، الگوبرداری شده است. «میلو» نامِ مستعارِ نخستین دوست‌دختر هرژه بود.
در هشت ماجرای اول تن‌تن، خواننده مرتباً مونولوگ درونی میلو را می‌خواند. هرژه پس از معرفی کاپیتان هادوک در داستان نهم، خرچنگ پنجه‌طلایی نقش سخنوری میلو را کم‌رنگ‌تر کرد.

## الهام و طراحی
هرژه تا سالهای آخر عمرش هرگز در خانواده‌اش سگ نداشت. با این حال، در سال ۱۹۲۹ او یکی از مشتریان ثابت کافه‌ای بود که صاحبش یک فاکس تریر داشت. این سگ منبع اصلی الهام برای خلق میلو شد.
نام اصلی فرانسوی «میلو»، مخفف «ماری-لوئیز» از نامِ مستعار نخستین دوست‌دختر هرژه، «ماری-لوئیز ون کوتسم» وام گرفته شده است. پدر ماری-لوئیز از جایگاه اجتماعی پایین هرژه ناراضی بود و در نتیجه روابط زوج جوان به تیرگی گراید. با این وجود، هرژه همچنان به ماری-لوئیز علاقه داشت و مخففِ نامش را بر روی مورد اعتمادترینِ دوستِ تن‌تن قرار داد. نام این شخصیت برای ترجمه‌های انگلیسی‌زبان نه تنها به دلیل رنگ سفیدش، «برفی» انتخاب شد، بلکه یک دلیل دیگر این بود که Snowy کلمه‌ای کوتاه و پنج‌حرفی بود که در بالون‌های گفتاری به‌راحتی جا می‌شد.

## شخصیت
در سرتاسر داستان‌ها، میلو همدم و یاور تن‌تن در سفرها است. او در کنار تن‌تن، تنها شخصیتی است که در تمام روایت‌های تصویری حضور دارد. در نخستین داستان، تن‌تن در شوروی، میلو یک آرامه خنده‌دار است. در طول هشت داستان نخست، میلو یکی از ستارگان اصلی داستان است؛ او قادر به درک زبان انسان است و با بالون‌های گفتاری ارتباط برقرار می‌کند. پاسخ‌های کلامی او در موقعیت‌های مختلف، شامل شوخی، ابراز ترس و التماس به تن‌تن برای احتیاط است. در کتاب‌های اولیه او به مکانیک و جغرافیا علاقه نشان می‌دهد. در تن‌تن در کنگو او اشاراتی به کتاب مقدس دارد. او همچون یک سگ عادی، بو می‌کشد، ردیابی می‌کند، تعقیب می‌کند و گاز هم می‌گیرد.
شخصیت میلو در طول ماجراهای تن‌تن تکامل یافت. در کارهای اولیه، او با شخصیت‌های دیگر از جمله حیوانات گفت‌وگو می‌کند و توضیحاتی را دربارهٔ وضعیت موجود ارائه می‌دهد. شخصیت او سپس تحت تأثیر معرفی کاپیتان هادوک در داستان خرچنگ پنجه‌طلایی قرار گرفت. قبل از ظهور هادوک، میلو منبع اظهار نظرهای فرعی کنایه‌آمیز یا بدبینانه بود که دیدگاه همیشه‌مثبت و خوش‌بینانه تن‌تن را متعادل می‌کرد. وقتی هادوک وارد داستان‌ها شد، کاپیتان نقش بدبین را بر عهده گرفت و میلو به تدریج به نقشی کم‌رنگ‌تر تبدیل شد که تنها با تن‌تن گفتگو می‌کرد.
میلو همچون سگی شجاع به تصویر کشیده شده و زمانی که تن‌تن در خطر است، در برابر موجودات بسیار بزرگتر هم بی‌باک و جسور است. میلو بارها تن‌تن را از اسارت آزاد می‌کند و او را از موقعیت‌های خطرناک نجات می‌دهد و گاهی حتی یک شخصیتِ شرور را پیش از تن‌تن شناسایی می‌کند. در جزیره سیاه و ستاره اسرارآمیز معلوم می‌شود که تنها بیم او عنکبوت‌هراسی است. میلو به تن‌تن وفادار است و همیشه آرزو می‌کند در کنار اربابش بماند: در صحنه‌ای در ستاره اسرارآمیز که تن‌تن به‌طور موقت او را رها کرد، میلو آرام و قرار ندارد.
میلو عاشق ویسکی است و گهگاه مست می‌کند (که در تن‌تن در شوروی، جزیره سیاه، تن‌تن در تبت و تن‌تن و پیکاروها شاهد آن هستیم). اشتهای او به غذا، اساس چندین صحنهٔ کوتاه و طنز است. بزرگ‌ترین علاقهٔ او به استخوان است. این علاقهٔ وافر به دفعات سبب گیرکردن در دوراهی‌های اخلاقی می‌شود؛ زیرا میلو باید بین انجام وظایف مهم، مانند حمل پیام درخواست امداد و برداشتن یک استخوان تصمیم بگیرد، نظیر آنچه در عصای اسرارآمیز روی می‌دهد. میلو هنگام تعقیب گربه سیامی در کاخ مولینسار رفتاری سرکش و چموش از خود نشان می‌دهد تا اینکه در پایان ماجرای تورنسل با آن گربه دوست می‌شوند. میلو اغلب به شیوه‌های قابل توجهی به داستان وارد می‌شود. به‌عنوان مثال، میلو تنها شخصیت پرواز شماره ۷۱۴ است که از هیپنوتیزم جمعی در امان می‌ماند و از ربوده شدن‌شان توسط فضایی‌ها مطلع است.

## اقتباس‌ها
در پایان انتشار تن‌تن در شوروی در ۸ مه ۱۹۳۰، یک ضیافت ساختگی برای میلو و تن‌تن در ایستگاه راه‌آهن بروکسل شمالی در بروکسل برگزار شد. در آنجا نقش میلو را سگِ فاکس تریر کافه‌بان هرژه بازی کرد. در مجموعه تلویزیونی ماجراهای تن‌تن، صداپیشگی میلو به عهدهٔ سوزان رومن بود. با این حال، گفتار و افکار میلو در آن (برخلاف کتاب‌ها) بازگو نمی‌شود.
در میان شخصیت‌های انسان‌نمای رمان گرافیکی برایان تالبوت، به نام گراندویل، یک فاکس تریر مو سیمی سفیدرنگ به نام «میلوی برفی» وجود دارد. او در یک شوریدگی ناشی از مواد مخدر، رویاهایی را که دیده است، با تشابهی نزدیک با ماجراهای مختلف کتاب‌های تن‌تن بازگو می‌کند.
از دیدگاه تصویرسازی کامپیوتری، میلو سخت‌ترین شخصیت برای فیلمبرداری در طول تولید فیلم موشن‌کپچر ماجراهای تن‌تن در سال ۲۰۱۱ بود. موی بدن به‌طور کلی دشوار است، به خصوص اگر قرار باشد سفید رنگ (دشوارترین رنگ) و فرفری (دشوارترین شکل) نمایش داده شود. موضوع دیگر این بود که میلو همیشه در زوایای خاصی نشان داده می‌شد، که تشخیص او را با تصاویر متحرک دوربین دشوار می‌کرد. در اوایل فرایند توسعه، زمانی که موشن‌کپچر در استودیو فیلمبرداری می‌شد، تیم سازنده بر آن شد تا یک سگ واقعی را برای بازی در نقش میلو انتخاب کند. اما در نهایت از یک عروسک استفاده شد که توسط عروسک‌گردان بازی داده می‌شد؛ بنابراین، بازیگران دیگر فیلم در واقع با یک جایگیر عروسک بازی می‌کردند. میلو و شخصیت‌های دیگر پس از آن متحرک‌سازی و به فیلم افزوده شدند.

## مجسمه‌ها و نقاشی‌های دیواری یادبود
- یک نقاشی دیواری بر روی ساختمانی در «خیابان دولتو» صحنه‌ای از تن‌تن، کاپیتان هادوک و میلو را بازسازی می‌کند که در حال پایین آمدن از ساختمانی در حال آتش در ماجرای تورنسل هستند.[۱۶]
- ایستگاه راه‌آهن بروکسل جنوبی حاوی تصویر بسیار بزرگی از یکی از صحنه‌های تن‌تن در آمریکا است.[۱۷]
- ساختمان لومبار در مرکز بروکسل (نزدیک ایستگاه راه‌آهن جنوبی) دارای دو سر غول‌پیکر میلو و تن‌تن بر روی پشت بام است. اینها در شب با چراغ‌های نئون روشن می‌شوند. لومبار سردبیر «مجله تن‌تن» بود.[۱۸]
- ایستگاه متروی استوکل در بروکسل دارای پانل‌های بزرگ با صحنه‌هایی از کتاب‌های مصور تن‌تن است که به صورت نقاشی دیواری ترسیم شده است.[۱۶]
- مرکز فرهنگی اوکله[۱۹] (در خیابان روژ) در بلژیک دارای مجسمه تن‌تن و میلو در اندازه واقعی است. مجسمه توسط نات نوژون مجسمه‌ساز بلژیکی و به سفارش «ریمون لوبلان»، ناشر تن‌تن ساخته شده است.